# Aledo (Illinois)
Aledo è un comune degli Stati Uniti d'America, capoluogo della Contea di Mercer nell'Illinois.

## Geografia fisica
Secondo il censimento del 2010, il comune ha un'area totale di 6,2 km², di cui 0,026 km² (0,42%) sono acque interne.

## Società

### Evoluzione demografica
Al censimento del 2000, c'erano 3.613 abitanti, 1506 unità abitative, e 1016 famiglie residenti. La densità di popolazione era di 622,8 persone per chilometro quadrato. C'erano 1.588 unità abitative ad una densità media di 273,7 per chilometro quadrato. La composizione razziale era 98,34% bianchi, 0.44% afroamericani, 0,11% nativi americani, 0,30% asiatici, 0,19% da altre razze, e 0,61% da due o più razze. Ispanici e latini rappresentavano lo 0,72% della popolazione.
C'erano 1.506 famiglie delle quali il 29,5% avevano bambini sotto i 18 anni che vivevano con loro, il 56,0% erano coppie sposate che vivevano insieme, l'8,6% avevano un capofamiglia donna senza marito, e il 32,5% erano non-famiglie. Il 29,8% di tutte le famiglie erano rappresentate da singoli e il 17,1% da qualcuno che vive da solo che aveva 65 anni o più. Il numero medio di persone per unità abitativa era di 2,32, e ogni famiglia era formata mediamente da 2,87 persone.